# Berlini Nemzetközi Filmfesztivál
A Berlini Nemzetközi Filmfesztivál, más néven Berlinale, az egyik legfontosabb A kategóriájú filmfesztivál Európában és a világon. A fesztivált minden év februárjában rendezik meg 1951 óta. A versenyben azok a filmek indulhatnak, melyek a fesztivál kezdetét megelőző 12 hónapban készültek, és a gyártó ország határain kívül még nem találkoztak a közönséggel. A zsűri mindig nemzetközi összeállításban ül össze. A fődíj az Arany Medve, a zsűri különdíja az Ezüst Medve (a medve Berlin szimbóluma).

## Története
Az első fesztivál 1951. június 6-án nyitotta meg kapuit a Titania Palota moziban, akkor még Nyugat-Berlinben, mégpedig amerikai támogatással, és azt a szabad világ felé egyfajta kirakatnak szánták. A nyitófilm Alfred Hitchcock A Manderley-ház asszonya (Rebecca) című filmje volt, az alkotás női főszereplője, Joan Fontaine pedig az akkori fesztivál körülrajongott sztárja.

Hat évvel a második világháború befejezése után Berlin a keserves időszak után, figyelemre és nemzetközi elismerésre vágyott. Bár a város nagy része akkor még mindig romokban hevert, az újjáépítés kezdetét vette, hogy Berlin ismét annak a művész-metropolisznak a fellegvára legyen, amely a húszas években volt. A hatvanas évektől kezdődően folyamatosan fejlődött a város és vele párhuzamosan a filmfesztivál is, mely a hetvenes évekre már olyan nívót tudhatott magáénak, mint a Cannes-i és a Velencei filmfesztiválok.

A fesztiválon a politikai enyhüléssel párhuzamosan 1974-ben mutattak be először szovjet filmet, egy évvel később pedig az első film debütált az akkori NDK-ból. 1979-ben egy kisebb árnyék vetődött az akkori ceremóniára; a versenyen kívül bemutatott Michael Cimino film, a A szarvasvadász elleni tiltakozásul a Szovjetunió visszavonta benevezett filmjeit. Románia kivételével a többi kommunista ország is követte a szovjet példát és a delegációk kivonultak a vetítésről.

1991-ben, a német újraegyesülés után rendezték az első immár "összberlini" Berlinalét.
Mára a város ismét egy a világra nyitott és izgalmas kulturális színhellyé vált. Ennek fontos része a Berlinale, mely nem csak a város legnagyobb kulturális programja, hanem a nemzetközi filmgyártás egyik legfontosabb eseménye is. Évente több mint 80 országból 16 000-nél is több szakmabeli látogató – ideértve több mint 3600 újságírót – akkreditálja magát a Nemzetközi Filmfesztiválra. Ez egy igazi óriásrendezvény, de a találkozások és a beszélgetések ünnepe is egyben. Több mint 150 000 eladott belépővel a Berlinale nem csupán egy szakmai találkozó, hanem a világ legnagyobb közönségfesztiválja is.
2011-ben Isabella Rossellini vezette a zsűrit.

## A fesztivál díjai
A Berlini Nemzetközi Filmfesztivál fődíja az Arany Medve, melyet 1951 óta ítélnek oda a legjobb versenyben lévő alkotásnak. A fődíj rövidfilm kategóriában is kiosztásra kerül. A legjobb férfi illetve női alakítást az Ezüst Medve díjjal jutalmazzák. 2021-től a legjobb férfi és női alakításoknak járó díjakat megszüntetik, helyette a legjobb főszereplő és legjobb mellékszereplő kategóriában ítélik oda a díjakat. A többi nagy filmfesztiválhoz hasonlóan itt is kiosztásra kerül az úgynevezett FIPRESCI-díj, melyet a Filmkritikusok Nemzetközi Szövetsége ítéli oda az általuk választott legjobb filmnek. A Berlinale Kamera kitüntetést 1986 óta osztják ki olyan személyeknek, akik nem érintettek közvetlenül a versengő filmekben, de valamilyen formában sokat tettek a fesztivál népszerűsítéséért. Szintén kiosztásra kerülnek az Tiszteletbeli Arany Medve díjak.

### Kategóriák

#### Arany Medve(Goldener Bär)
- Arany Medve a legjobb filmnek
- Tiszteletbeli Arany Medve

#### Ezüst Medve(Silberner Bär)
- a zsűri nagydíja
- a zsűri díja
- legjobb rendező
- legjobb főszereplő
- legjobb mellékszereplő
- legjobb forgatókönyv
- kiemelkedő művészi teljesítmény (operatőr, vágó, zeneszerző, látványtervező, jelmeztervező)

#### Egyéb díjak
- Berlinale Kamera
- Arany Medve a legjobb rövidfilmnek
- Ezüst Medve – a zsűri díja rövidfilmnek
- Német Művészmozik Szervezetének díja
- Panorama Publikumspreis, a Közönség-díj
- Kristály Medve a legjobb gyermekek részére készített filmnek
- Hullócsillag-díj a legjobb fiatal európai rendezőnek
- Teddy-díj a legjobb dokumentumfilmnek
- Teddy-díj a legjobb elsőfilmesnek
- Speciális Teddy-díj
- FIPRESCI-díj
- Ökumenikus Zsűri díja

#### Megszűnt díjak
- Alfred Bauer-díj (1987–2019)
- legjobb színész (1956–2020)
- legjobb színésznő (1956–2020)
- Ezüst Medve díj a legjobb filmzenének (2002–2007)

## A legtöbbször díjazottak

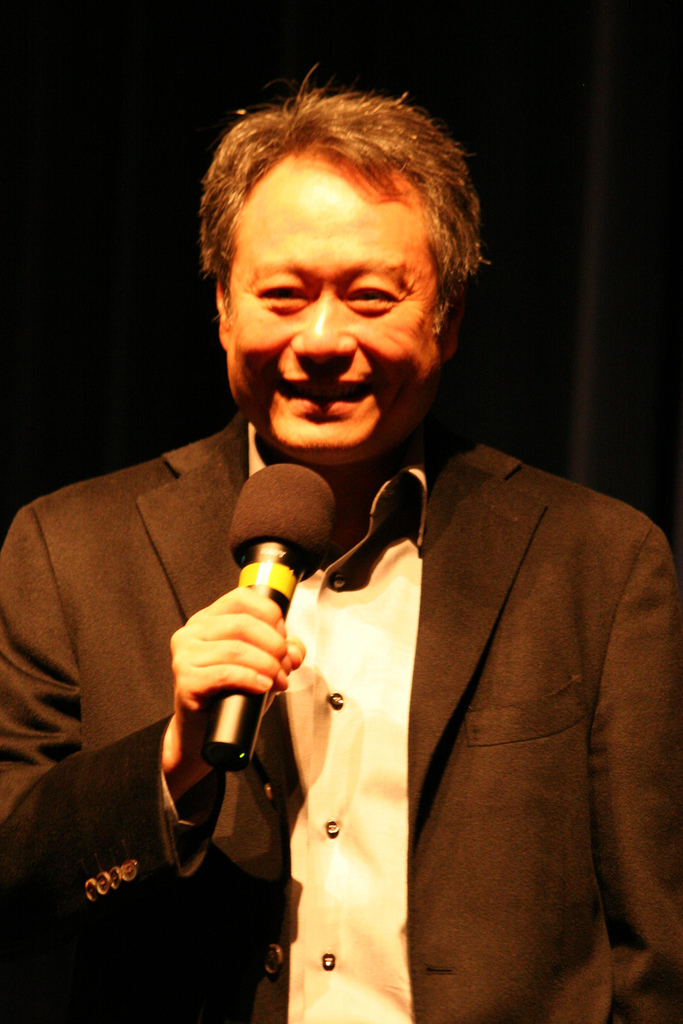
A kétszeres Arany Medve díjas Ang Lee

A Berlini Nemzetközi Filmfesztivál 1951 óta íródó történelmében, eddig egyetlen rendezőnek, a tajvani származású Ang Lee-nek sikerült kétszer elnyerni a fesztivál fődíját az Arany Medve-díjat: Az esküvői bankett (1992), illetve a világsikert arató Értelem és érzelem (1995) című alkotásokkal. Háromszor ismerték el Ezüst Medve-díjjal Mario Monicelli olasz filmrendezőt; a Családfők és csemeték (1956), a Kedves Michele (1975) és a Vaskos tréfa (1982) című filmekért, mint legjobb rendező. Carlos Saura spanyol rendező pedig kétszer érdemelte ki a legjobb rendezőnek járó kitüntetést (La Caza (1965), Borsmenta koktél (1967).
Két olyan filmrendező is van, aki egy Arany Medve és egy Ezüst Medve birtokosa; az egyik ilyen Miloš Forman, a világhírű cseh filmrendező, aki a Woody Harrelson főszereplésével készült Larry Flynt, a provokátor (1996) és a Jim Carrey nevével fémjelzett Ember a Holdon (1999) alkotásával érdemelte ki az elismeréseket. A másik rendező pedig az amerikai Paul Thomas Anderson (Magnólia (1999), Vérző olaj (2007)).
A férfi színészek között három olyan is akad, aki kétszer is elnyerte a legjobb színésznek járó Ezüst Medve-díjat: az első az Oscar-díjas amerikai Sidney Poitier volt, aki A megbilincseltek (1957) és a Nézzétek a mező liliomait! (1962) című filmdrámákban nyújtott alakításaiért jutalmaztak. Majd a francia Jean Gabin következett; Archimedes, a csavargó (1958), A macska (1971), legutóbb pedig a világhírű, kétszeres Oscar-díjas Denzel Washington csatlakozott, két életrajzi film, a Malcolm X (1992) és a világbajnok középsúlyú ökölvívó, Rubin „Hurrikán” Carter életét bemutató Hurrikán (1999) főszerepével.

A nőknél mindössze egy színésznőnek, Shirley MacLaine-nek sikerült a hasonló bravúr, a Kérd bármelyik lányt! (1958) és a Hova tűnt szép napok (1970) című filmekben nyújtott alakításával.

## Magyar filmek a fesztiválon

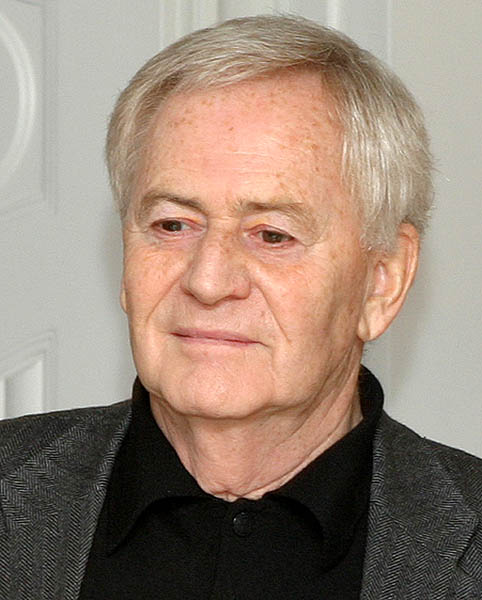
Szabó István több díjat is nyert

A Berlinale a magyar filmművészet szempontjából három neves filmrendező, Mészáros Márta, Szabó István és Enyedi Ildikó nevével hozható leginkább összefüggésbe. Szabó István, a külföldön is elismert rendező kétszer is nyert Ezüst Medve díjat a fesztiválon. Az elsőt 1980-ban a Bizalom című filmjével, akkor mint legjobb rendező érdemelte ki a rangos kitüntetést. Majd 1992-ben, az Édes Emma, drága Böbe című alkotásával rögtön két díjat is besöpört; a Zsűri különdíját és az Ökumenikus Zsűri különdíját.
Mészáros Márta az Örökbefogadás című alkotásával 1975-ben a fesztivál fődíját, az Arany Medve díjat nyerte meg. Ezenkívül a Kilenc hónap (1976) és a Napló szerelmeimnek (1987) című alkotásai érdemeltek ki elismeréseket.
A közelmúltban is voltak magyar filmek, melyek meghívást kaptak a német fővárosba; ilyen volt Koltai Lajos operatőr, rendező Sorstalanság (2005) című alkotása, Goda Krisztina Szabadság, szerelem (2006) című filmje és Bogdán Árpád Boldog új élet (2007) című műve, amelyet a Panoráma szekcióban mutattak be, és a rendező Elismerő oklevélben részesült.
2010-ben Hajdu Szabolcs Bibliotheque Pascal című alkotása kapott meghívást a fesztiválra.
2017-ben Enyedi Ildikó Testről és lélekről című művének ítélték oda a legjobb filmnek járó Arany Medve díjat.

## Galéria

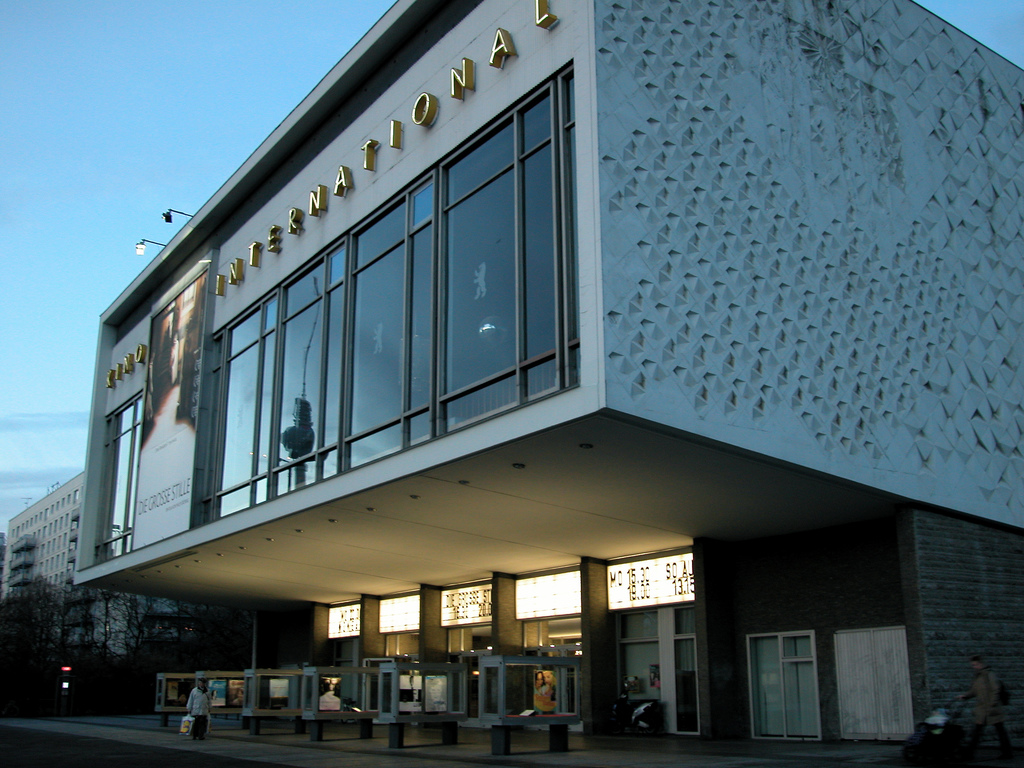
Kino International
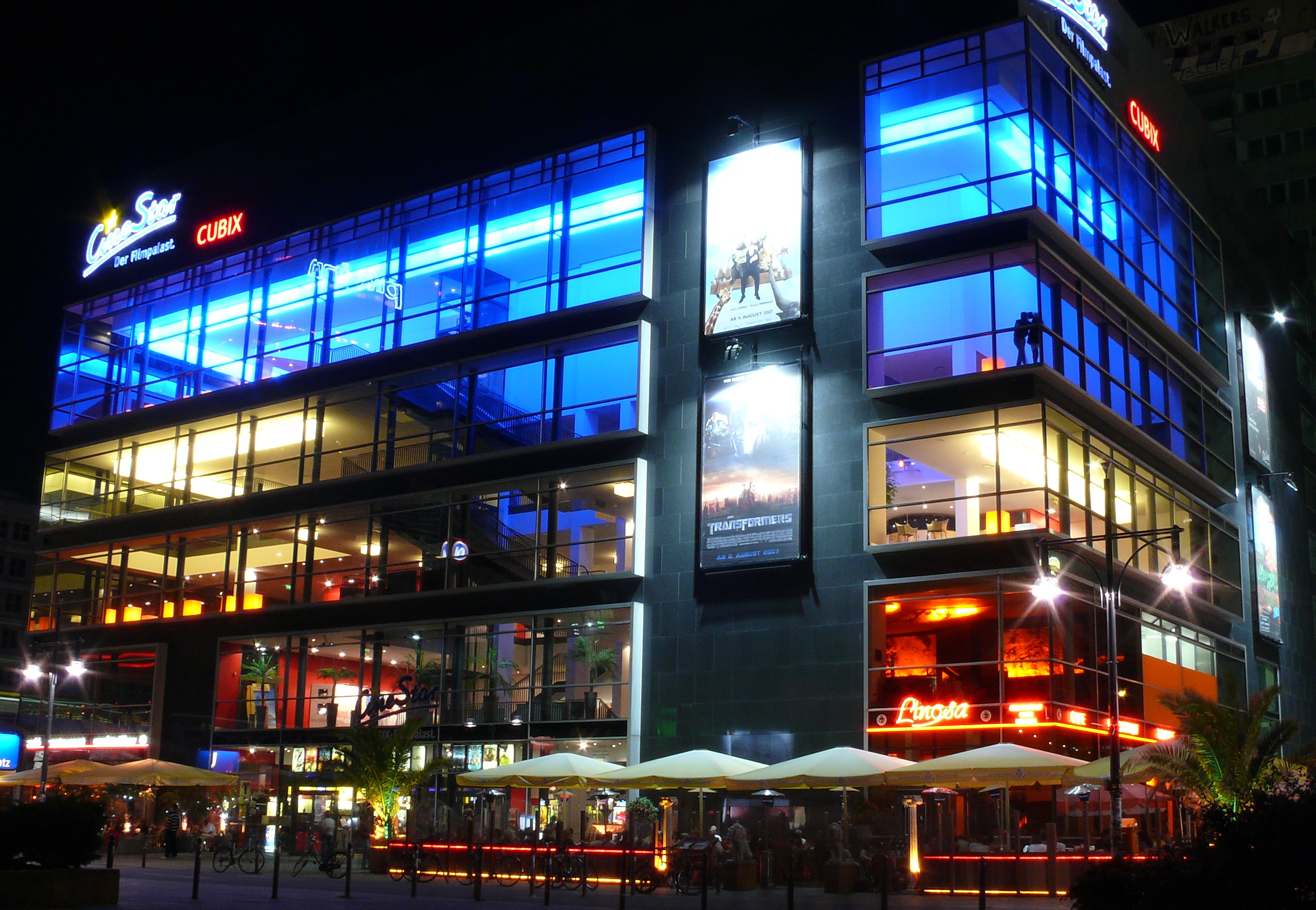
Cubix Kino
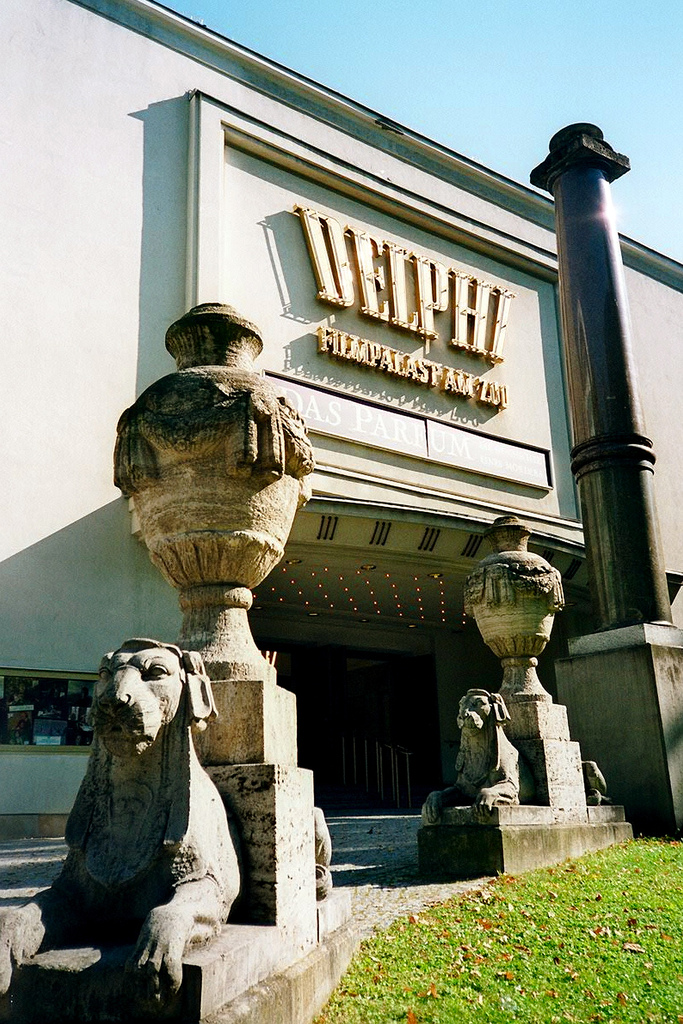
Delphi Filmpalast
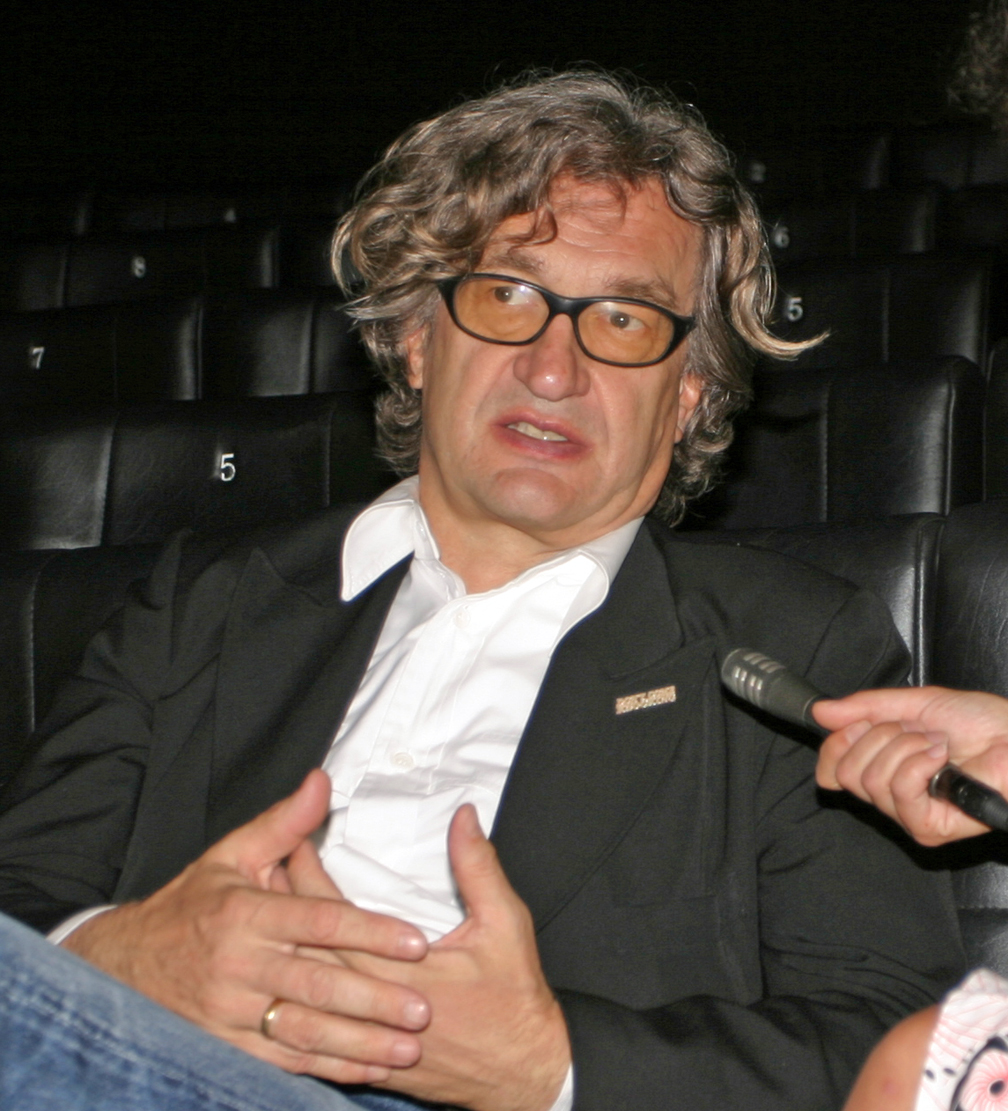
Wim Wenders
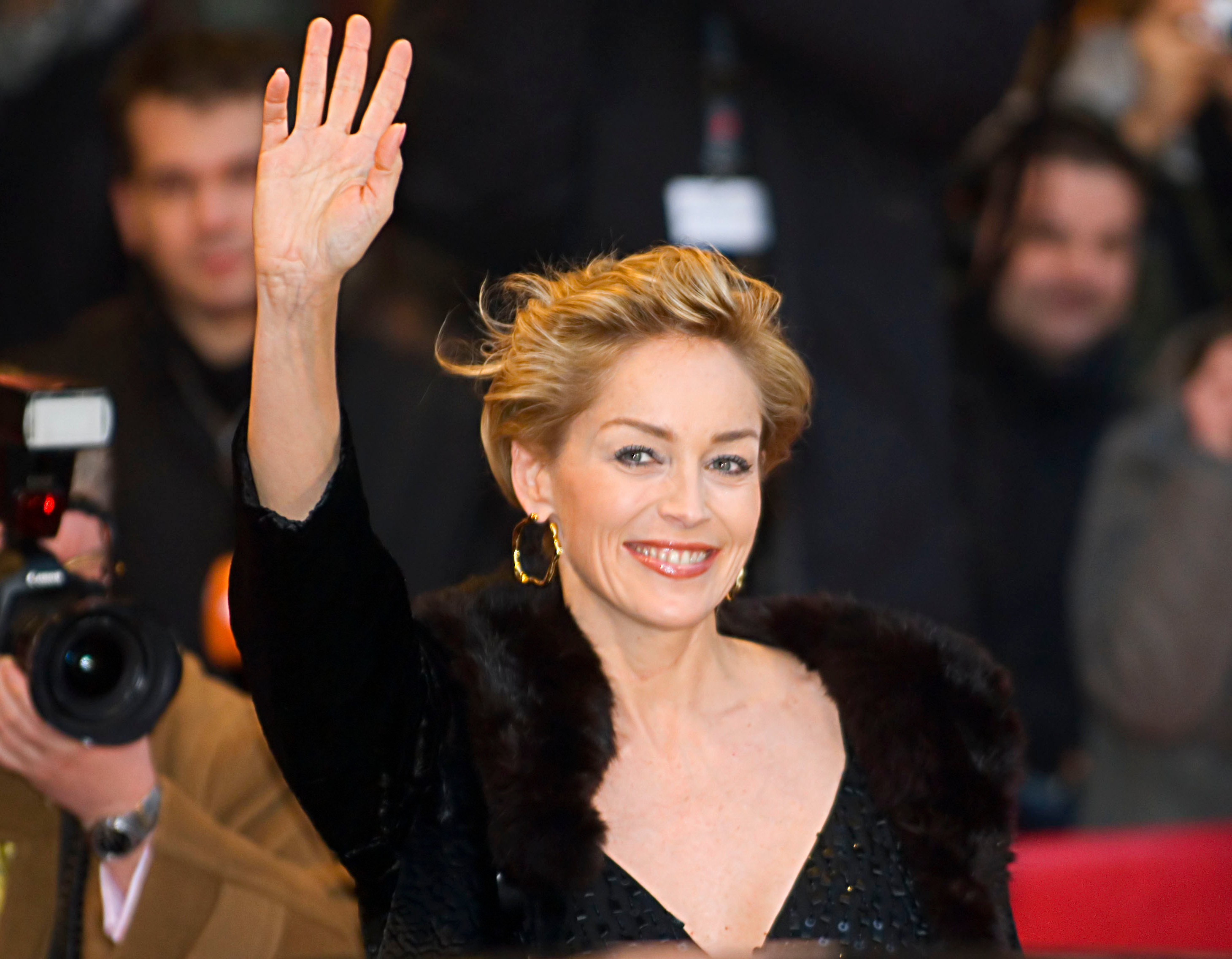
Sharon Stone
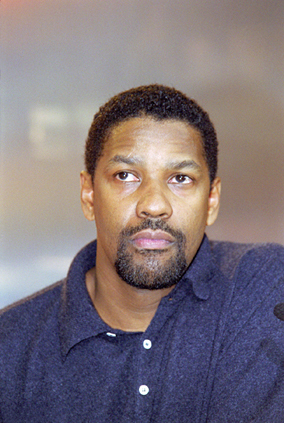
Denzel Washington